# 諾茲德里夫卡
49°1′9″N 39°39′53″E / 49.01917°N 39.66472°E
諾茲德里夫卡（烏克蘭語：Ноздрівка）是位於烏克蘭東部的村莊，由盧甘斯克州舊比利斯克區的比洛沃茨克市鎮負責管轄。該村始建於1974年，面積0.36平方公里，海拔高度61米，2001年人口23，人口密度每平方公里63.9人。